# Kongliga Svenska Vetenskaps Academiens Handlingar, ser. 4
Kongliga Svenska Vetenskaps Academiens Handlingar. ser. 4 (abreviado Kongl. Svenska Vetensk. Acad. Handl., ser. 4) fue una revista ilustrada con descripciones botánicas que fue editada en Suecia desde el año 1951 hasta 1965.  Fue precedida por Kongliga Svenska Vetenskaps Academiens Handlingar. ser. 3,